# San Esteban del Molar
San Esteban del Molar is een gemeente in de Spaanse provincie Zamora in de regio Castilië en León met een oppervlakte van 25,03 km². San Esteban del Molar telt 125 inwoners (1 januari 2016).

## Demografische ontwikkeling
Bron: INE, 1857-2011: volkstellingen